# Qäläbädin
Qäläbädin (azerbajdzjanska: Qələbədin) är en ort i Azerbajdzjan.   Den ligger i distriktet Ağcabädi, i den centrala delen av landet, 230 km väster om huvudstaden Baku. Qäläbädin ligger 53 meter över havet och antalet invånare är 1 180.
Terrängen runt Qäläbädin är platt. Närmaste större samhälle är Quzanlı, 7,7 km väster om Qäläbädin.
Trakten runt Qäläbädin består till största delen av jordbruksmark. Runt Qäläbädin är det ganska tätbefolkat, med 62 invånare per kvadratkilometer.